# Campionat d'Europa d'hoquei sobre patins femení
|  | Aquest article és sobre la competició femenina. Per a la competició masculina, vegeu Campionat d'Europa d'hoquei sobre patins masculí |

El Campionat d'Europa d'hoquei patins femení (en anglès: Rink Hockey European Championship Senior Female) és una competició europea d'hoquei sobre patins de seleccions estatals femenines. Se celebrà per primer cop el 1991 i hi van participar vuit seleccions, Espanya, Suïssa, Àustria, Anglaterra, Portugal, Alemanya, Itàlia i els Països Baixos, essent primera campiona la selecció italiana. De caràcter bianual, va estar organitzat per la Federació Internacional de Patinatge fins al 2015. Des del 2017 està organitzat pel World Skate i forma part de les competicions celebrades al Jocs Mundials de Patinatge.
La selecció espanyola, històricament formada en la seva majoria per jugadores de l'àmbit català, és la dominadora de la competició. S'ha proclamat campiona d'Europa en vuit ocasions, sis de forma consecutiva entre 2009 i 2023 i, per altra banda, ha obtingut alguna medalla a cada edició del torneig. Portugal amb tres campionats consecutius (1997. 1999, 2001), ltàlia (1991, 1993) i Alemanya (2003, 2007) amb dos, i França (2005) són les altres seleccions que han guanyat la competició.

## Historial
| En negreta = Selecció campiona (prò.) = Pròrroga (p.) = Penals |

| I    | 1991 | Itàlia   | lligueta      | Països Baixos | Espanya       | lligueta      | Anglaterra    | Ginebra             |       |
| II   | 1993 | Itàlia   | lligueta      | Espanya       | Països Baixos | lligueta      | Portugal      | Molfetta            |       |
| III  | 1995 | Espanya  | lligueta      | Itàlia        | Suïssa        | lligueta      | Alemanya      | Oviedo              |       |
| IV   | 1997 | Portugal | lligueta      | Itàlia        | Espanya       | lligueta      | Països Baixos | São João da Madeira |       |
| V    | 1999 | Portugal | 0–0 (1-0, p.) | Espanya       | Alemanya      | 1–1 (3-1, p.) | Itàlia        | Springe             |       |
| VI   | 2001 | Portugal | lligueta      | Espanya       | Itàlia        | lligueta      | Alemanya      | Molfetta            | [ 4 ] |
| VII  | 2003 | Alemanya | lligueta      | Espanya       | Portugal      | lligueta      | França        | Coutras             |       |
| VIII | 2005 | França   | lligueta      | Portugal      | Espanya       | lligueta      | Alemanya      | Mira                |       |
| IX   | 2007 | Alemanya | lligueta      | Espanya       | Portugal      | lligueta      | França        | Alcorcón            |       |
| X    | 2009 | Espanya  | lligueta      | França        | Alemanya      | lligueta      | Portugal      | Saint-Omer          |       |
| XI   | 2011 | Espanya  | lligueta      | Portugal      | Alemanya      | lligueta      | França        | Wuppertal           |       |
| XII  | 2013 | Espanya  | 7–0           | Portugal      | Itàlia        | 5–0           | França        | Mieres              |       |
| XIII | 2015 | Espanya  | 12–0          | Portugal      | Itàlia        | 5–1           | Alemanya      | Matera              |       |
| XIV  | 2018 | Espanya  | lligueta      | Portugal      | Itàlia        | lligueta      | França        | Mealhada            | [ 5 ] |
| XV   | 2021 | Espanya  | 5–3           | Portugal      | Itàlia        |               | França        | Luso                | [ 6 ] |
| XVI  | 2023 | Espanya  | 4–0           | Portugal      | Itàlia        | 3–0           | França        | Olot                | [ 3 ] |

## Medaller

### Per selecció nacional
| Dades actualitzades el febrer de 2024 |

| # | Selecció nacional | Or | Argent | Bronze | Total |
| - | ----------------- | -- | ------ | ------ | ----- |
| 1 | Espanya           | 8  | 5      | 3      | 16    |
| 2 | Portugal          | 3  | 7      | 2      | 12    |
| 3 | Itàlia            | 2  | 2      | 6      | 10    |
| 4 | Alemanya          | 2  | 0      | 3      | 5     |
| 5 | França            | 1  | 1      | 0      | 2     |
| 6 | Països Baixos     | 0  | 1      | 1      | 2     |
| 7 | Suïssa            | 0  | 0      | 1      | 1     |

### Per jugadora
Anna Casarramona i Natasha Lee són les jugadores que han aconseguit més medalles al Campionat d'Europa. Cassarramona s'ha proclamat campiona d'Europa en set ocasions (2009, 2011, 2013, 2015, 2018, 2021, 2023) i Lee aconseguí set medalles, cinc d'or (2009, 2011, 2013, 2015, 2018), una d'argent (2003) i una de bronze (2005).
| Nota. S'inclouen les jugadores amb quatre o més medalles Dades actualitzades el febrer de 2024 |

| #  | Jugadora            | Or | Argent | Bronze | Total |
| -- | ------------------- | -- | ------ | ------ | ----- |
| 1  | Anna Casarramona    | 7  | 0      | 0      | 7     |
| 2  | Natasha Lee         | 5  | 1      | 1      | 7     |
| 3  | Sara González Lolo  | 5  | 0      | 0      | 5     |
| 4  | Maria Díez          | 4  | 1      | 0      | 5     |
| 5  | Laia Salicrú        | 3  | 1      | 0      | 4     |
| 6  | Ana Patricia Emilio | 3  | 0      | 1      | 4     |
| 6  | Ana Sofia Gomes     | 3  | 0      | 1      | 4     |
| 7  | Marta Soler         | 2  | 3      | 1      | 6     |
| 8  | Diana Sousa         | 2  | 1      | 1      | 4     |
| 9  | Mariona Carmona     | 1  | 3      | 2      | 6     |
| 9  | Noemí Dulsat        | 1  | 3      | 2      | 6     |
| 11 | Carla Giudici       | 1  | 2      | 1      | 4     |
| 12 | Marlene Sousa       | 0  | 6      | 0      | 6     |
| 13 | Vania Ribeiro       | 0  | 2      | 2      | 4     |

## Premis individuals
| Any  | Màxima golejadora   | Màxima golejadora | Millor jugadora  | Millor portera | refs.         |
| Any  | Nom                 | Gols              | Nom              | Nom            | refs.         |
| ---- | ------------------- | ----------------- | ---------------- | -------------- | ------------- |
| 1991 | Lydia Oliva-Kruit   | 14                | N/D              | N/D            | [ 7 ]         |
| 1993 |                     |                   | N/D              | N/D            |               |
| 1995 | Teresa Torrents     | 13                | N/D              | N/D            | [ 8 ]         |
| 1997 | Gina Martino        | 9                 | N/D              | N/D            | [ 9 ]         |
| 1999 | Ratna Van Gemert    | 15                | N/D              | N/D            | [ 10 ]        |
| 2001 | Ana Patricia Emilio | 10                | N/D              | N/D            | [ 11 ]        |
| 2003 | Maren Wichardt      | 7                 | N/D              | N/D            | [ 12 ]        |
| 2005 | Sandra Drouhet      | 8                 | N/D              | N/D            | [ 13 ]        |
| 2007 | Beata Geismann      | 9                 | N/D              | N/D            | [ 14 ]        |
| 2007 | Carla Giudici       | 9                 | N/D              | N/D            | [ 14 ]        |
| 2009 | Maren Wichardt      | 14                | Natasha Lee      | Laia Vives     | [ 15 ]        |
| 2011 | Natasha Lee         | 8                 |                  |                | [ 16 ]        |
| 2013 | Marlene Sousa       | 6                 |                  |                | [ 17 ]        |
| 2015 | Maria Díez          | 11                | Anna Casarramona |                | [ 18 ] [ 19 ] |
| 2018 | Marlene Sousa       | 13                | Marta Piquero    |                | [ 20 ]        |
| 2021 | Sara Roces          | 12                | Sara Roces       | Laura Vicente  | [ 21 ]        |
| 2023 | Elena Tamiozzo      | 13                |                  |                | [ 22 ]        |